# Закон про цінні папери (1933)
Закон про цінні папери, 1933 США (англ. The Securities Act of 1933 или The 'Truth in Securities' law) — закон, прийнятий Конгресом США в 1933 з метою відновлення довіри інвесторів до ринку цінних паперів.
Відповідно до вимог цього закону, інвестори можуть отримати фінансову та іншу інформацію про компанію, яка випустила цінні папери. Закон забороняє надання неправильної та спотвореної інформації.